# Acritoptila capistra
Acritoptila capistra är en nattsländeart som beskrevs av Wells 1990. Acritoptila capistra ingår i släktet Acritoptila och familjen smånattsländor. Inga underarter finns listade i Catalogue of Life.